# Мірко ді Тора
Мірко ді Тора (італ. Mirco Di Tora, 19 травня 1986) — італійський плавець.
Учасник Олімпійських Ігор 2008, 2012 років.
Чемпіон Європи з водних видів спорту 2012 року.
Чемпіон Європи з плавання на короткій воді 2008, 2011 років, призер 2010 року.